# BP Bootis
Désignations
BP Bootis est une étoile variable de type Alpha2 Canum Venaticorum de la constellation du Bouvier, située à 299 ± 5 a.l. (∼ 91,7 pc) de la Terre.